# Alterswilen
Alterswilen ist eine ehemalige Orts- und Munizipalgemeinde und eine Ortschaft der Gemeinde Kemmental im schweizerischen Kanton Thurgau. Alterswilen ist das Kirchen- und Schulzentrum des Kemmentals.
Die von 1803 bis 1995 bestehende Munizipalgemeinde umfasste die Ortsgemeinden Alterswilen, Altishausen, Ellighausen, Lippoldswilen, Neuwilen und Siegershausen und bis 1984 die in Siegershausen eingemeindete Ortsgemeinde Dippishausen-Oftershausen. 1996 vereinigten sich diese Gemeinden mit der Munizipalgemeinde Hugelshofen und ihren beiden Ortsgemeinden zur politischen Gemeinde Kemmental.

## Geographie
Die Ortsgemeinde Alterswilen umfasste das Kirchdorf Alterswilen und den Weiler Bommen. Alterswilen liegt am südlichen Hang des Seerückens südwestlich des Bodensees.

## Geschichte

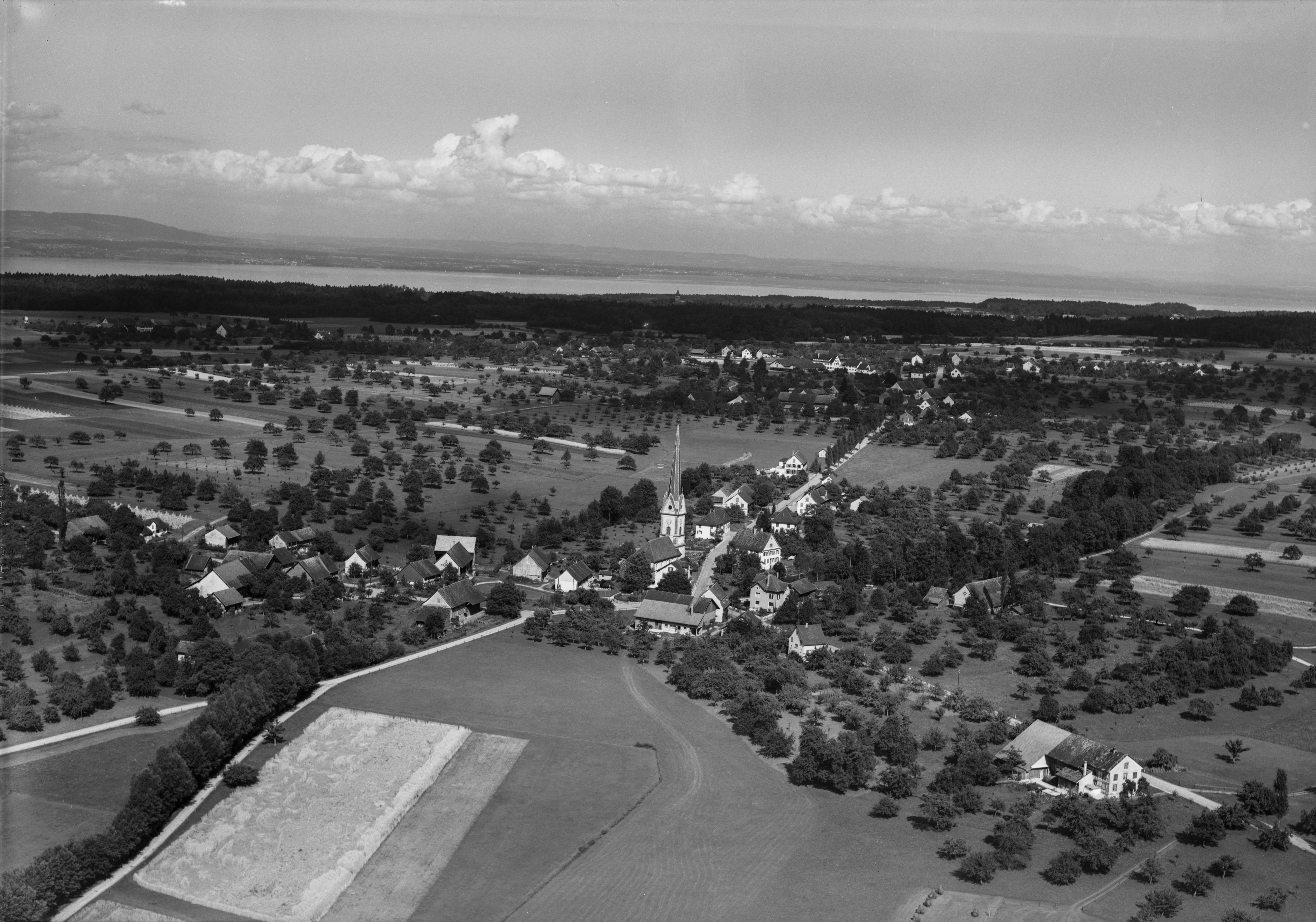
Alterswilen im Jahr 1954, dahinter Siegershausen und das deutsche Bodenseeufer

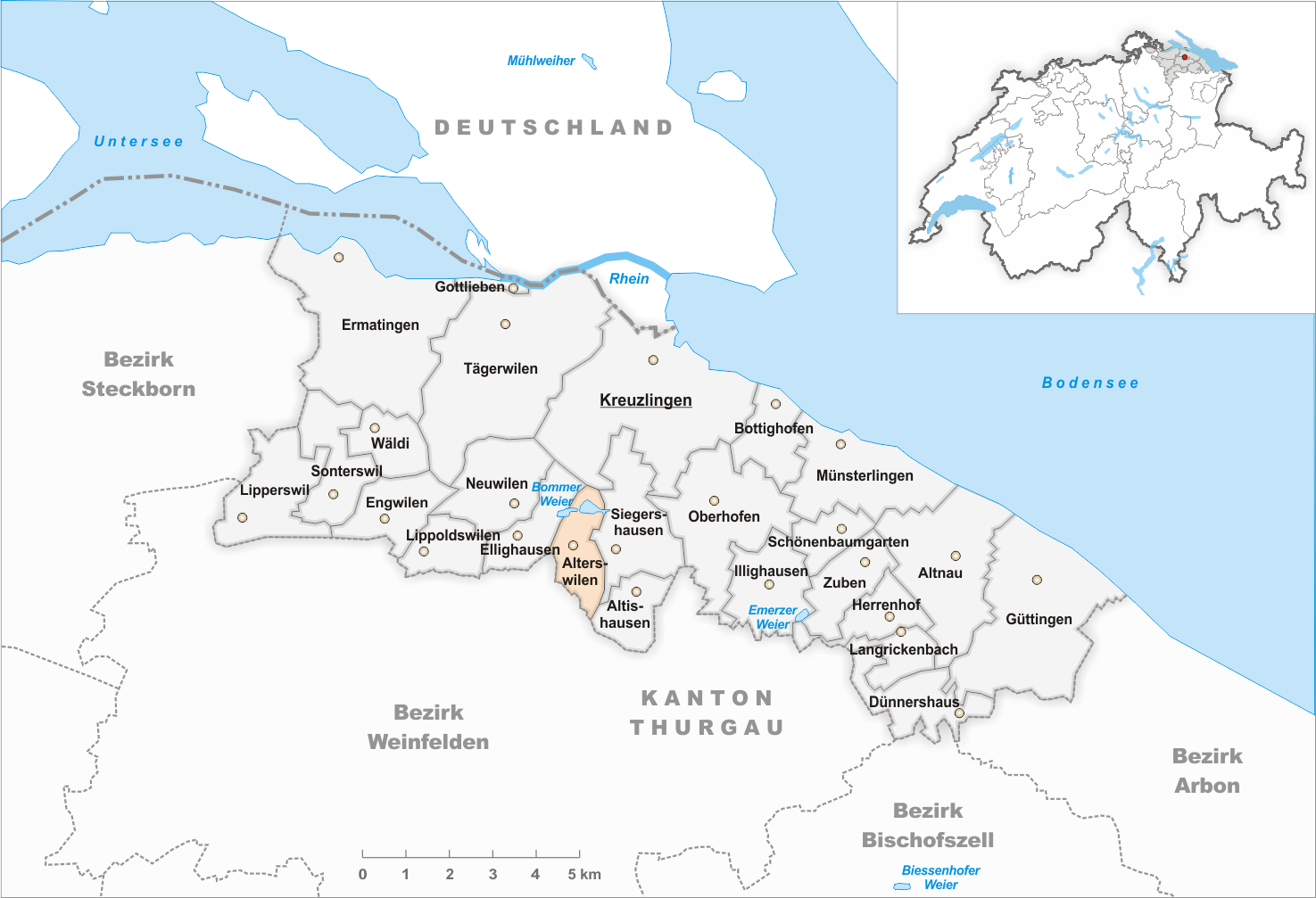
Gemeindestand vor der Fusion im Jahr 1996

Geschichtlich kann Alterswilen bis ins Jahr 1248 zurückverfolgt werden (decima in Alterswilaer). Der Weiler Bommen ist seit 1348 als Boumen urkundlich erwähnt.
Das Gemeindegebiet lag ursprünglich in der Konstanzer Bischofshöri. Von der Mitte des 13. Jahrhunderts bis 1798 gehörte Alterswilen zur Vogtei Eggen, Bommen aber zum Gericht Siegershausen und damit zur bischöflichen Obervogtei Gottlieben.
Zunächst nach St. Stephan in Konstanz kirchgenössig, trat Alterswilen um 1155 als Filiale von Tägerwilen und 1275 als selbständige Pfarrei mit der Kirche St. Agatha in Erscheinung. Die Patronatsrechte kamen 1350 von Dompropst Diethelm von Steinegg und Ritter Heinrich von Klingenberg an das Domkapitel Konstanz. Nach der Reformation im Jahr 1529 gingen die wenigen Katholiken nach Bernrain zur Kirche. Seit 1831 gehören sie zur Pfarrei Emmishofen.
Im 19. Jahrhundert erfolgte der Übergang vom Kornbau in drei Zelgen zur Vieh- und Milchwirtschaft. 1895 entstand der Landwirtschaftliche Verein. In Zusammenhang mit der Güterzusammenlegung 1967 bis 1987 wurden die um 1460 als Mühlen- und Fischteiche angelegten Bommer Weiher unter Naturschutz gestellt. Bohrungen nach Erdöl nördlich davon verliefen 1960 ergebnislos. Seit 1897 ist Alterswilen Sekundarschul- und seit 1982 Oberstufenkreis.
→ siehe auch: Abschnitte Geschichte in den Artikeln über die einzelnen früheren Ortsgemeinden

## Bevölkerung
|                   | 1850  | 1888  | 1920  | 1930  | 1960  | 1970  | 1990  | 2000  | 2010  | 2018  | 2023  |
| ----------------- | ----- | ----- | ----- | ----- | ----- | ----- | ----- | ----- | ----- | ----- | ----- |
| Munizipalgemeinde | 1281  | 1283  |       | 1184  | 1185  |       | 1295  |       |       |       |       |
| Ortsgemeinde      | 129   |       | 186   |       |       | 134   | 182   |       |       |       |       |
| Ortschaft         |       |       |       |       |       |       |       | 197   | 192   | 253   | 253   |
| Quelle            | [ 5 ] | [ 5 ] | [ 5 ] | [ 5 ] | [ 5 ] | [ 5 ] | [ 5 ] | [ 6 ] | [ 7 ] | [ 2 ] | [ 8 ] |

Von den insgesamt 253 Einwohnern der Ortschaft Alterswilen am 31. Dezember 2023 waren 41 bzw. 16,2 % ausländische Staatsbürger. 111 (43,9 %) waren evangelisch-reformiert und 46 (18,2 %) römisch-katholisch.

## Volksschule
Die Sekundarschule Kemmental führte mit dem Schuljahr 2003/04 das kooperative Oberstufenmodell ein, nachdem das System in einer Klasse getestet wurde. Dabei werden die Schülerinnen und Schüler in einzelnen Fächern in Leistungsniveaus eingeteilt. Die anderen Fächer besuchen sie in ihrer Stammklasse.

## Sehenswürdigkeiten
- Reformierte Kirche Alterswilen
- Bommer Weiher: Die Bommer Weiher wurden um das Jahr 1460 künstlich geschaffen als Wasserspeicher zum Antrieb von Mühlen. Über die Jahrhunderte verlandeten sie zunehmend und mussten 1979 zum Teil mit Baggern neu ausgehoben werden. Die Weiher stehen unter Naturschutz.

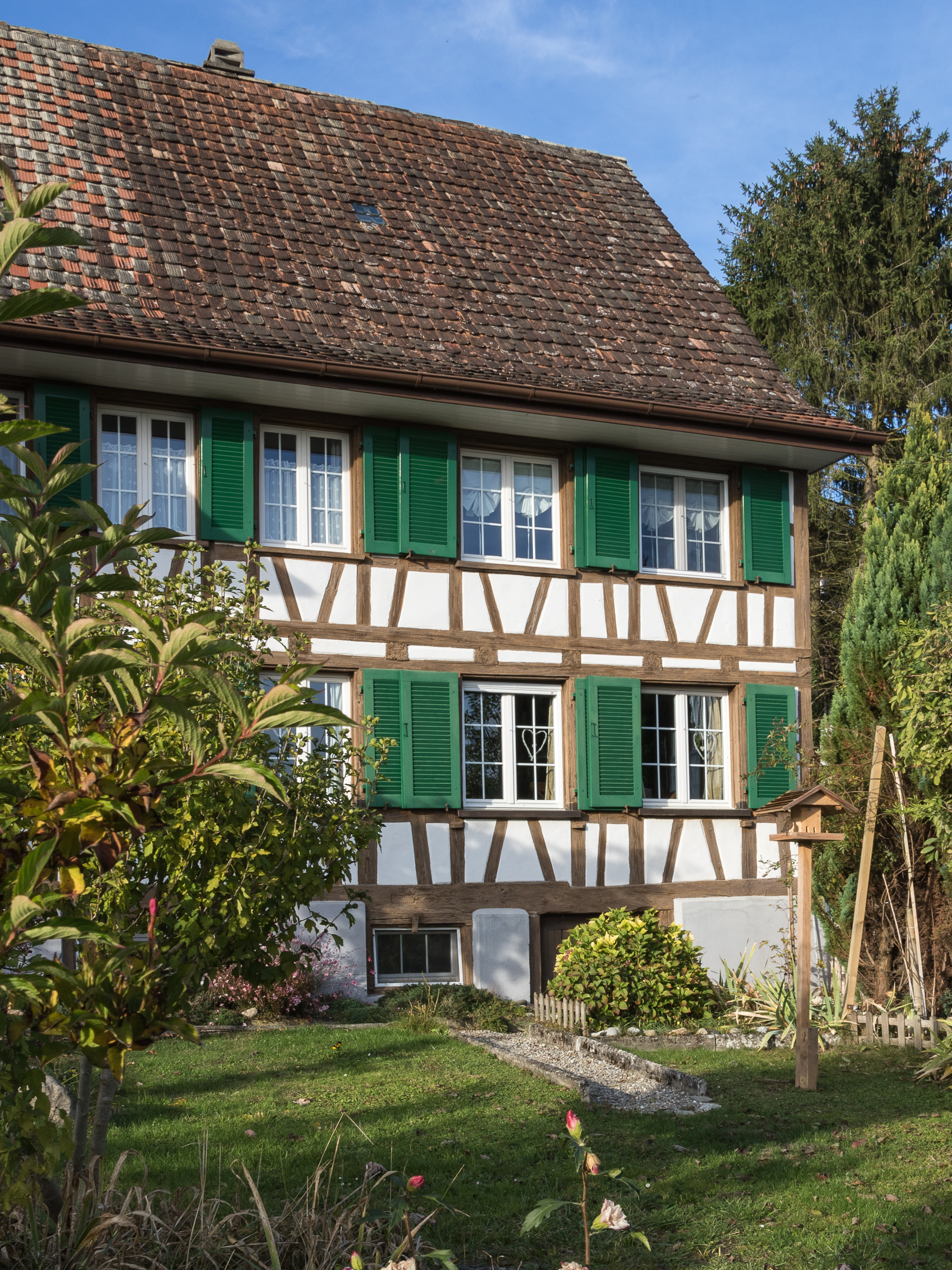
Fachwerk in Alterswilen
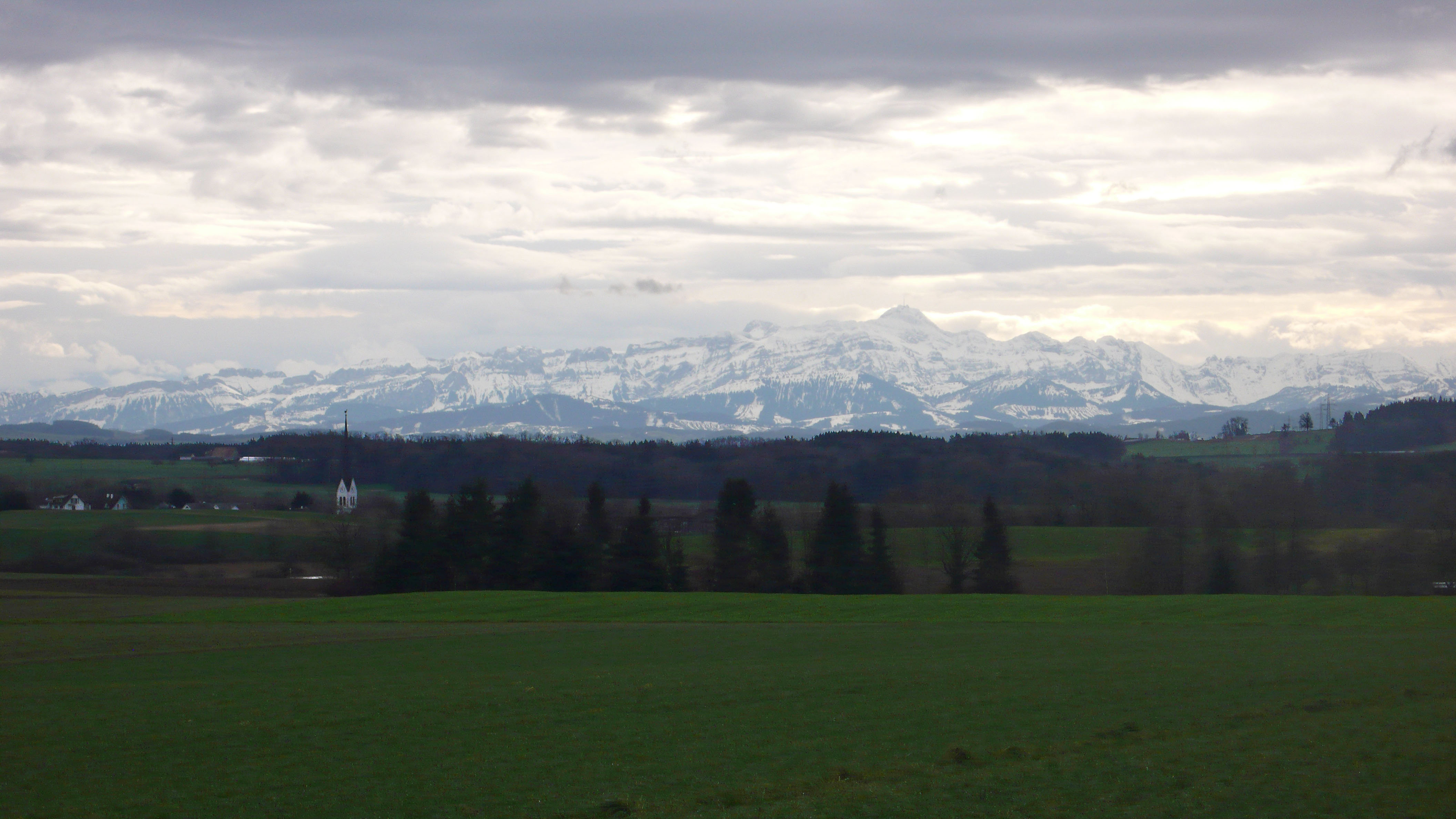
Alterswilen, im Hintergrund Säntis
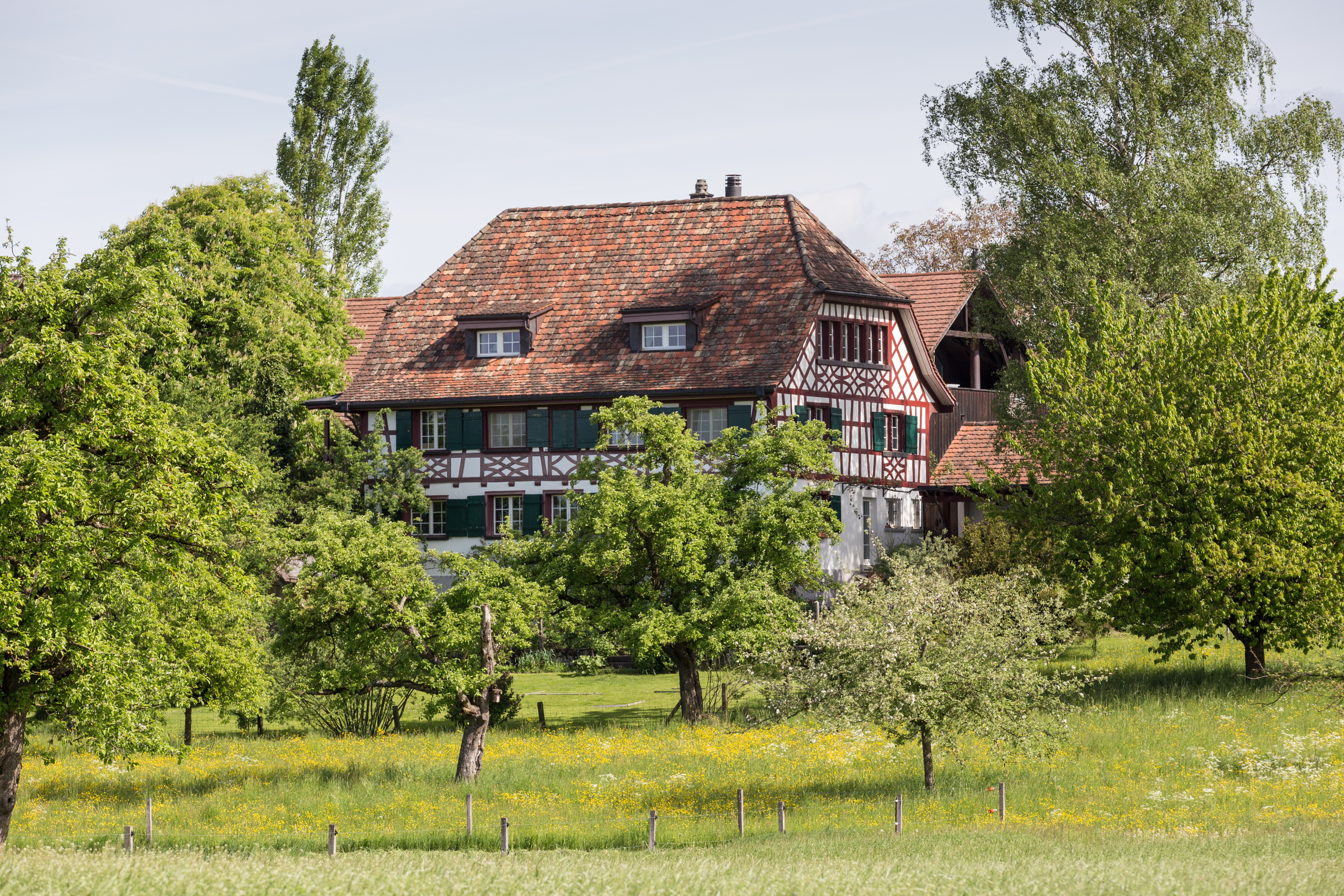
Bommen
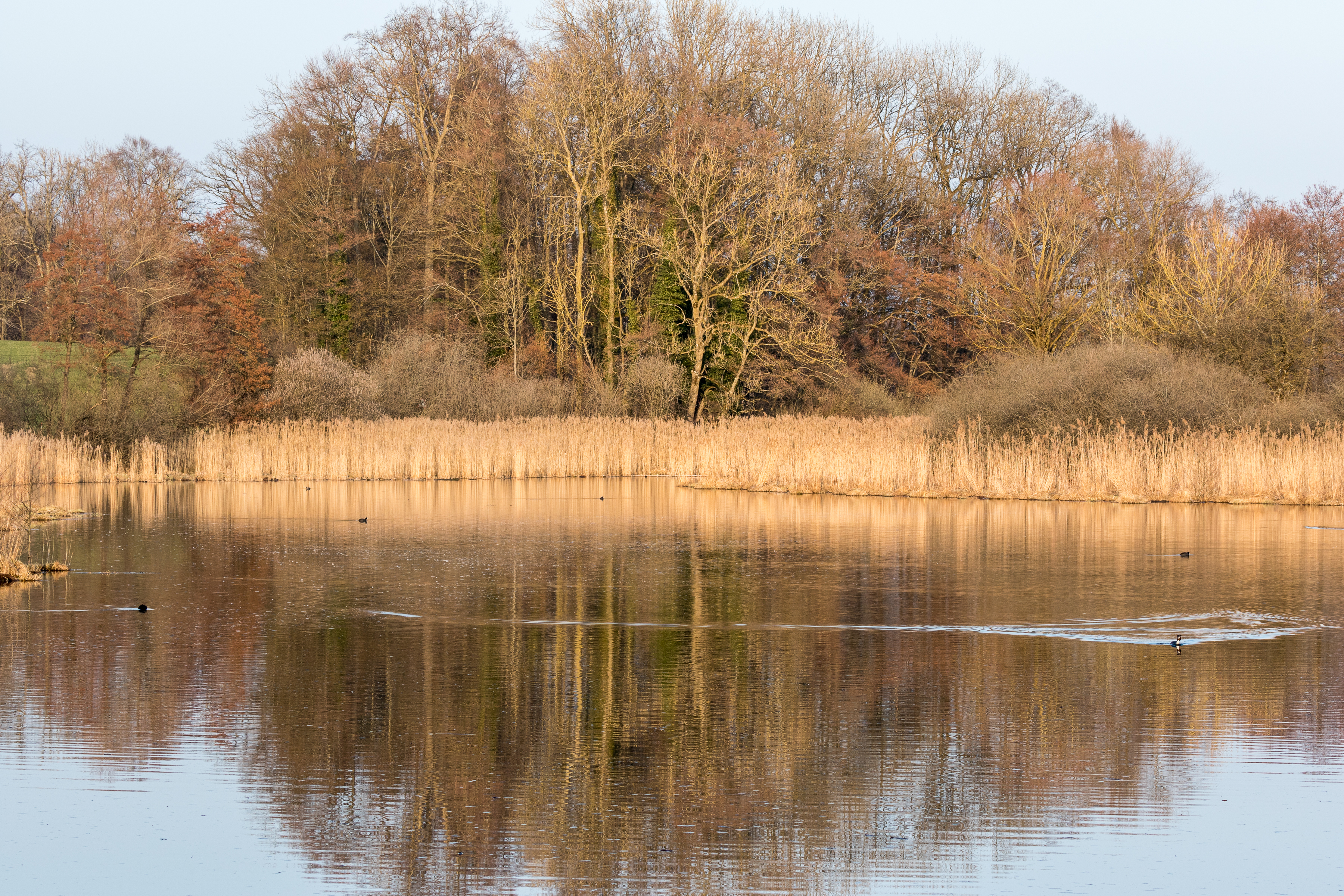
Unterer Bommer Weiher